# Idolomantis diabolica
Idolomantis diabolica (Saussure, 1869) è un insetto mantoideo appartenente alla famiglia Empusidae, unica specie del genere Idolomantis Uvarov, 1940.

## Descrizione
Corpo abbastanza esile, pronoto con ampie espansioni laterali frastagliate. Coxe anteriori espanse e tinte di viola e bianco. Capo con ridotta apofisi cefalica triangolare. Le antenne del maschio sono lunghe e bipettinate. La colorazione varia dal verde acceso al beige. Le ali sono assai sviluppate e permettono il volo ad entrambi i sessi. Le neanidi al I stadio sono imitatrici batesiane di formiche per via della colorazione nera lucente (mirmecomorfismo).

## Distribuzione e habitat
La specie è distribuita in Africa centro-orientale, in praterie e aree semi-desertiche.

## Sinonimi
- Idolomantis diabolicum (Saussure, 1869)
- Idolomantis diabroticum (Shelford, 1903)
- Idolum diabroticum Shelford, 1903